# Emparedades
|  | Per a altres significats, vegeu «Emparedat». |

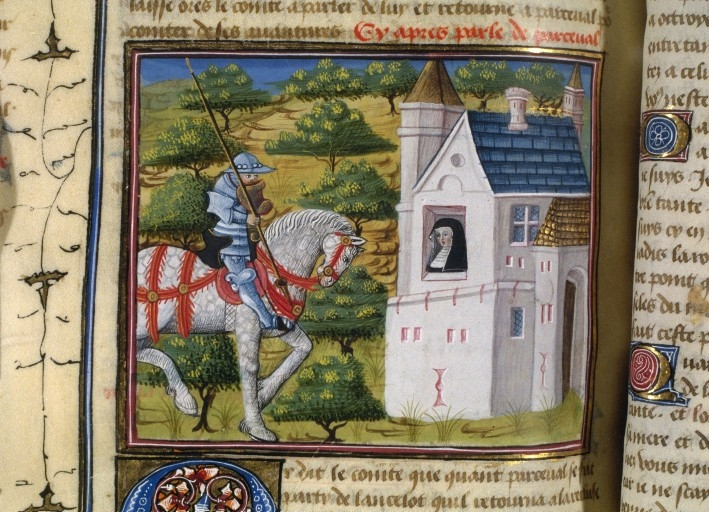
Perceval visita una emparedada.

Les emparedades, murades o recluses, foren dones dedicades a la vida espiritual que, al llarg de l'Època Medieval i començament de l'Època Moderna, decidiren recloure's voluntàriament com a anacoretes entre quatre parets, majoritàriament als murs exteriors de les esglésies. Foren dones de tots els estaments socials i estan documentades a tot Europa des de l'època alta medieval fins al segle xvii.

## Mode de vida
Les emparedades foren dones de l'edat mitjana que visqueren la seva vida espiritual en reclusió voluntària. Aquestes dones construïren petites habitacions quadrangulars adjuntes a les esglésies. Comptaven tan sols amb una o dues finestres a través de les quals rebien l'almoina d'aquells qui anaven a visitar-les. Tot i estar recloses les emparedades es mantingueren en constant relació amb les comunitats on vivien i esdevingueren conselleres espirituals, poetesses i escriptores.

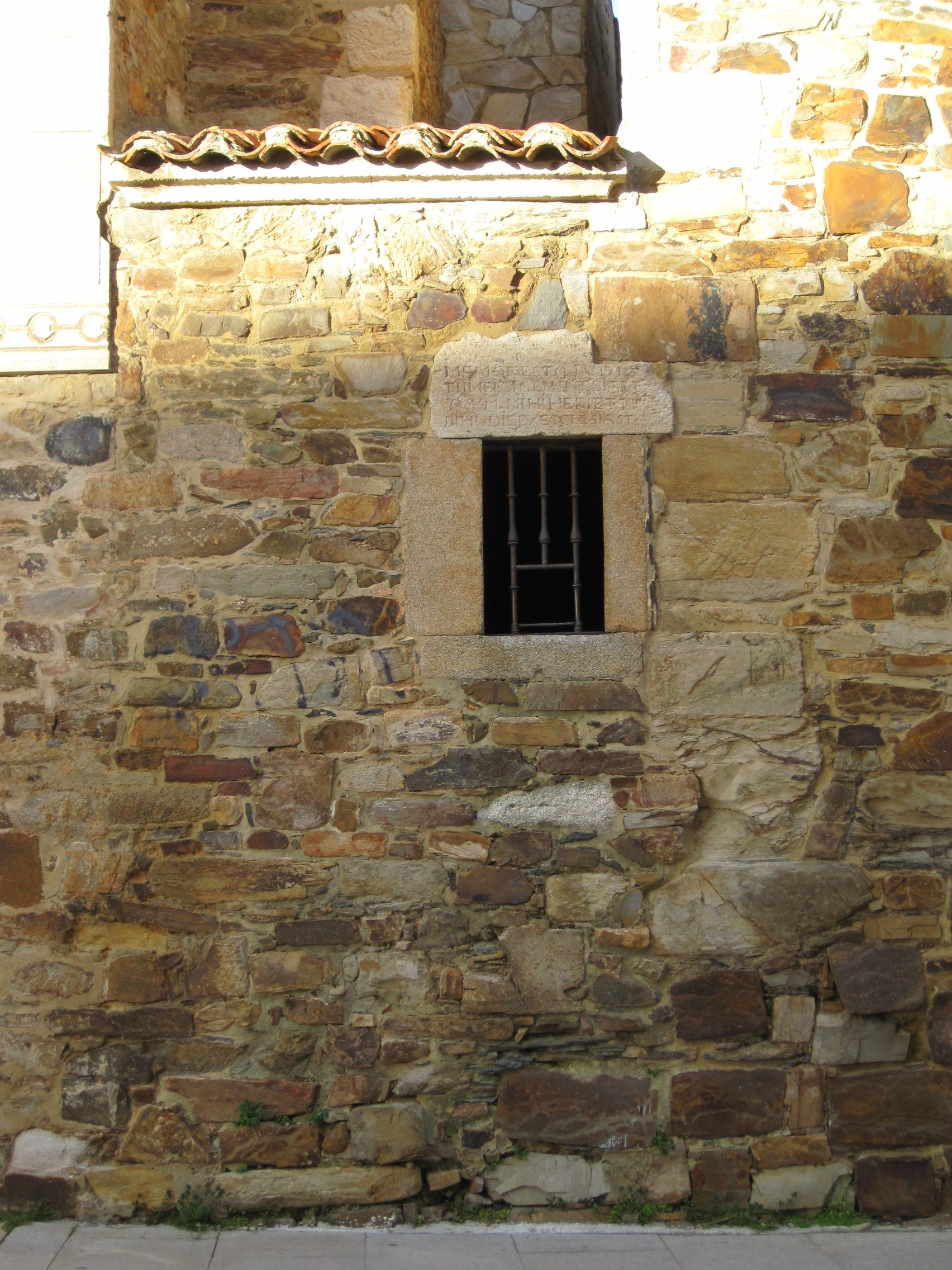
Cel·la de les emparedades d'Astorga.

L'Ancrene Wisse és un tractat de començament del segle xiii sobre la vida de les dones emparedades que aporta molta d'informació sobre el seu mode de vida. Moltes de les dones emparedades dugueren abans una vida de beguines i no estigueren necessàriament vinculades a cap orde religiós. El mode de vida de les emparedades medievals inspirà l'obra d'escriptores feministes posteriors com Emily Dickinson o Carla Lonzi.

## Emparedades famoses
- Juliana de Norwich, qui va rebre la visita de la peregrina Margery Kempe
- Santa Òria, a qui Gonzalo de Berceo dedicà un poema hagiogràfic intitulat Vida de Santa Oria
- Elisabet Safortesa Gual-Desmur
- Potenciana de Villanueva
- Radegunda de Treviño
- Ava de Melk
- Atanàsia d'Egina
- Wiborada o Viborada